# Distretto di Ruhabat
Il distretto di Ruhabat è un distretto del Turkmenistan situato nella provincia di Ahal. Ha per capoluogo la città di Ruhabat.